# Tornei di tennis femminili indipendenti nel 1977
Nel 1977 la maggior parte dei tornei di tennis femminili faceva parte del WTA Tour 1977 ma alcuni non erano inseriti in nessuno circuito.

## Gennaio
| Settimana  | Torneo                                                                                  | Vincitore                                    | Finalista                     | Semifinalisti | Eliminati ai quarti |
| ---------- | --------------------------------------------------------------------------------------- | -------------------------------------------- | ----------------------------- | ------------- | ------------------- |
| 1º gennaio | Sydney Manly Seaside Championships 1977 Sydney, Australia Singolare - Doppio            | Dianne Fromholtz Balestrat 6-7 6-2 7-5       | Heidi Eisterlehner            |               |                     |
| 1º gennaio | Sydney Manly Seaside Championships 1977 Sydney, Australia Singolare - Doppio            |                                              |                               |               |                     |
| 2 gennaio  | Eastern Indoors 1977 New York, USA Campo indoor Singolare - Doppio                      | Barbara Potter 6-3 6-2                       | Kathy Mueller                 |               |                     |
| 2 gennaio  | Eastern Indoors 1977 New York, USA Campo indoor Singolare - Doppio                      | Kathy Mueller Caroline Stoll 6-1 6-1         | Peggy Gluck Judy Greenhut     |               |                     |
| 2 gennaio  | Festival Tournament 1977 Long Island, USA Campo indoor Singolare - Doppio               | Lindsey Beaven 6-0 6-3                       | Kathy Farrell                 |               |                     |
| 2 gennaio  | Festival Tournament 1977 Long Island, USA Campo indoor Singolare - Doppio               |                                              |                               |               |                     |
| 8 gennaio  | Barnett Bank Qualifier 1977 West Palm Beach, USA Terra rossa Singolare - Doppio         | Jennifer Balent 6-2 6-1                      | Julie Pressly                 |               |                     |
| 8 gennaio  | Barnett Bank Qualifier 1977 West Palm Beach, USA Terra rossa Singolare - Doppio         | Felicia Hutnick Nancy Yeargin 6-4 6-4        | Carol Cobourn Astrid Suurbeck |               |                     |
| 9 gennaio  | German Covered Court Championships 1977 Brema, Germania Campo indoor Singolare - Doppio | Helga Niessen Masthoff 6-4 6-2               | Sylvia Hanika                 |               |                     |
| 9 gennaio  | German Covered Court Championships 1977 Brema, Germania Campo indoor Singolare - Doppio |                                              |                               |               |                     |
| 10 gennaio | Pacific Coast Indoors 1977 Portland, USA Campo indoor Singolare - Doppio                | Stacy Margolin 6-2 6-4                       | Lindsey Beaven                |               |                     |
| 10 gennaio | Pacific Coast Indoors 1977 Portland, USA Campo indoor Singolare - Doppio                |                                              |                               |               |                     |
| 16 gennaio | Benson & Hedges Open 1977 Auckland, Nuova Zelanda Erba Singolare - Doppio               | Heidi Eisterlehner 6-4 6-4                   | Karen Krantzcke               |               |                     |
| 16 gennaio | Benson & Hedges Open 1977 Auckland, Nuova Zelanda Erba Singolare - Doppio               |                                              |                               |               |                     |
| 23 gennaio | Tasmanian Open 1977 Hobart, Australia Erba Singolare - Doppio                           | Rayni Fox 6-2 4-6 7-6                        | Lesley Turner Bowrey          |               |                     |
| 23 gennaio | Tasmanian Open 1977 Hobart, Australia Erba Singolare - Doppio                           | Lesley Turner Bowrey Karen Krantzcke 6-2 6-0 | Christine Matison Mary Sawyer |               |                     |
| 31 gennaio | Torneo di Redcliffe 1977 Redcliffe, Australia Singolare - Doppio                        | Paula Kelly 6-7 6-2 7-5                      | Peta Kelly                    |               |                     |
| 31 gennaio | Torneo di Redcliffe 1977 Redcliffe, Australia Singolare - Doppio                        |                                              |                               |               |                     |

## Febbraio
| Settimana   | Torneo                                                                             | Vincitore                      | Finalista                         | Semifinalisti | Eliminati ai quarti |
| ----------- | ---------------------------------------------------------------------------------- | ------------------------------ | --------------------------------- | ------------- | ------------------- |
| 6 febbraio  | New South Wales Hard Court Championships 1977 Orange, Australia Singolare - Doppio | Donna Stockton 3-6 7-5 7-5     | Amanda Tobin-Dingwall             |               |                     |
| 6 febbraio  | New South Wales Hard Court Championships 1977 Orange, Australia Singolare - Doppio |                                |                                   |               |                     |
| 6 febbraio  | New Zealand Championships 1977 Wellington, Nuova Zelanda Erba Singolare - Doppio   | Judy Connor Chaloner 6-4 6-4   | Gwen Stirton                      |               |                     |
| 6 febbraio  | New Zealand Championships 1977 Wellington, Nuova Zelanda Erba Singolare - Doppio   |                                |                                   |               |                     |
| 13 febbraio | Tretorn Copenaghen 1977 Copenaghen, Danimarca Campo indoor Singolare - Doppio      | Anne Hobbs 7-5 6-4             | Ellen Grinvold                    |               |                     |
| 13 febbraio | Tretorn Copenaghen 1977 Copenaghen, Danimarca Campo indoor Singolare - Doppio      | Anne Hobbs Sue Mappin walkover | Ellen Grinvold Ann-Mette Sorenson |               |                     |
| 13 febbraio | Zürich Tournament 1977 Zurigo, Svizzera Campo indoor Singolare - Doppio            | Katja Ebbinghaus 7-6 6-3       | Monica Simmen                     |               |                     |
| 13 febbraio | Zürich Tournament 1977 Zurigo, Svizzera Campo indoor Singolare - Doppio            |                                |                                   |               |                     |
| 18 febbraio | Tretorn Oskarhamn 1977 Oskarhamn, Svezia Campo indoor Singolare - Doppio           | Elizabeth Ekblom 7-6 6-3       | Sue Mappin                        |               |                     |
| 18 febbraio | Tretorn Oskarhamn 1977 Oskarhamn, Svezia Campo indoor Singolare - Doppio           | Anne Hobbs Sue Mappin 6-0 7-5  | Anthea Cooper Debbie Jevans       |               |                     |

## Marzo
| Settimana | Torneo                                                                                            | Vincitore                             | Finalista                        | Semifinalisti | Eliminati ai quarti |
| --------- | ------------------------------------------------------------------------------------------------- | ------------------------------------- | -------------------------------- | ------------- | ------------------- |
| marzo     | San Luis Potosi International 1977 San Luis Potosi, Messico Terra rossa Singolare - Doppio        | Anabela Hernandez                     |                                  |               |                     |
| marzo     | San Luis Potosi International 1977 San Luis Potosi, Messico Terra rossa Singolare - Doppio        | Anabela Hernandez Cristina Ortega     |                                  |               |                     |
| 2 marzo   | Tretorn Nykoping 1977 Nyköping, Svezia Campo indoor Singolare - Doppio                            | Sue Mappin walkover                   | Hana Strachonova                 |               |                     |
| 2 marzo   | Tretorn Nykoping 1977 Nyköping, Svezia Campo indoor Singolare - Doppio                            | Anne Hobbs Sue Mappin 6-4 6-3         | Anthea Cooper Debbie Jevans      |               |                     |
| 6 marzo   | Tretorn Linkoping 1977 Linköping, Svezia Campo indoor Singolare - Doppio                          | Margareta Forsgardh 6-2 5-7 7-6       | Elizabeth Ekblom                 |               |                     |
| 6 marzo   | Tretorn Linkoping 1977 Linköping, Svezia Campo indoor Singolare - Doppio                          |                                       |                                  |               |                     |
| 14 marzo  | South-West Districts Championships 1977 Warrnambool, Australia Singolare - Doppio                 | Gwen Stirton 6-4 6-2                  | Sue Chancellor                   |               |                     |
| 14 marzo  | South-West Districts Championships 1977 Warrnambool, Australia Singolare - Doppio                 |                                       |                                  |               |                     |
| 20 marzo  | Scandanavian Covered Court Championships 1977 Helsinki, Finlandia Campo indoor Singolare - Doppio | Jackie Fayter-Hough 6-4 2-6 6-3       | Viveca Andersson                 |               |                     |
| 20 marzo  | Scandanavian Covered Court Championships 1977 Helsinki, Finlandia Campo indoor Singolare - Doppio |                                       |                                  |               |                     |
| 27 marzo  | Egyptian International Cairo Championships 1977 Il Cairo, Egitto Singolare - Doppio               | Katja Burgemeister Ebbinghaus 7-6 6-1 | Lydia Zinkevich                  |               |                     |
| 27 marzo  | Egyptian International Cairo Championships 1977 Il Cairo, Egitto Singolare - Doppio               |                                       |                                  |               |                     |
| 27 marzo  | WTA San Antonio 1977 (San Antonio Lionel Cup) San Antonio, USA Singolare - Doppio                 | Billie Jean King 6-3 3-6 6-3          | Mary Hamm                        |               |                     |
| 27 marzo  | WTA San Antonio 1977 (San Antonio Lionel Cup) San Antonio, USA Singolare - Doppio                 | Karen Krantzcke Kym Ruddell 6-3, 6-0  | Judy Connor Chaloner Jane Preyer |               |                     |
| 27 marzo  | Tate and Lyle BWTA Ikley 1977 Ikley, Gran Bretagna Campo indoor Singolare - Doppio                | Lesley Charles 7-6 6-1                | Anne Hobbs                       |               |                     |
| 27 marzo  | Tate and Lyle BWTA Ikley 1977 Ikley, Gran Bretagna Campo indoor Singolare - Doppio                |                                       |                                  |               |                     |

## Aprile
| Settimana | Torneo                                                                                                   | Vincitore                                                     | Finalista                                              | Semifinalisti | Eliminati ai quarti |
| --------- | --- | ------------------------------------------------------------- | ------------------------------------------------------ | ------------- | ------------------- |
| aprile    | Ojai Valley Championships 1977 Ojai, USA Cemento Singolare - Doppio                                      | Tracy Austin                                                  | Anna-Maria Fernández                                   |               |                     |
| aprile    | Ojai Valley Championships 1977 Ojai, USA Cemento Singolare - Doppio                                      | Tracy Austin Anna-Maria Fernández                             | K. Blemker A. Applegarth                               |               |                     |
| 3 aprile  | Little Rock Lionel Cup 1977 Little Rock, USA Campo indoor Singolare - Doppio                             | Anne Smith 6-3 6-4                                            | Renée Richards                                         |               |                     |
| 3 aprile  | Little Rock Lionel Cup 1977 Little Rock, USA Campo indoor Singolare - Doppio                             | Carol Baily Jane Stratton 6-3 6-2                             | Kym Ruddell Anne Smith                                 |               |                     |
| 3 aprile  | Nice Lawn Tennis Club Championships 1977 Nizza, Francia Terra rossa Singolare - Doppio                   | Regina Maršíková 7-5 6-1                                      | Brigitte Simon                                         |               |                     |
| 3 aprile  | Nice Lawn Tennis Club Championships 1977 Nizza, Francia Terra rossa Singolare - Doppio                   |                                                               |                                                        |               |                     |
| 3 aprile  | Torneo di Wynnum 1977 Wynnum, Australia Singolare - Doppio                                               | S. Quinnell 6-2 6-3                                           | J. Poll                                                |               |                     |
| 3 aprile  | Torneo di Wynnum 1977 Wynnum, Australia Singolare - Doppio                                               |                                                               |                                                        |               |                     |
| 10 aprile | Malaysian Open 1977 Kuala Lumpur, Malaysia Singolare - Doppio                                            | Duk-Hee Lee 6-2 6-1                                           | Choi Kyung Mie                                         |               |                     |
| 10 aprile | Malaysian Open 1977 Kuala Lumpur, Malaysia Singolare - Doppio                                            | Helen Park Kim Nam Suk 7-6 ritiro                             | Duk-Hee Lee Choi Kyung Mie                             |               |                     |
| 10 aprile | Malaysian Open 1977 Kuala Lumpur, Malaysia Singolare - Doppio                                            | Doppio misto: Helen Park Ju Chang Nam 6-2 6-4                 | Choi Kyung Mie Choi Huh                                |               |                     |
| 10 aprile | WTA Monte Carlo 1977 Monte Carlo, Monte Carlo Terra rossa Singolare - Doppio                             | Regina Maršíková 6-2 6-3                                      | Mariana Simionescu                                     |               |                     |
| 10 aprile | WTA Monte Carlo 1977 Monte Carlo, Monte Carlo Terra rossa Singolare - Doppio                             | Katja Burgemeister Ebbinghaus Helga Niessen Masthoff 6-3, 7-5 | Rosa Maria Reyes Darmon Gail Sherriff Chanfreau Lovera |               |                     |
| 10 aprile | Tallahassee Lionel Cup 1977 Tallahassee, USA Singolare - Doppio                                          | Mary Carillo 7-5 6-1                                          | Donna Ganz                                             |               |                     |
| 10 aprile | Tallahassee Lionel Cup 1977 Tallahassee, USA Singolare - Doppio                                          | Karen Krantzcke Kym Ruddell                                   | Helen Gourlay-Cawley Rayni Fox                         |               |                     |
| 11 aprile | Darling Downs Championships 1977 Toowoomba, Australia Singolare - Doppio                                 | Peta Kelly 7-6 7-5                                            | Janet Fallis                                           |               |                     |
| 11 aprile | Darling Downs Championships 1977 Toowoomba, Australia Singolare - Doppio                                 |                                                               |                                                        |               |                     |
| 11 aprile | North of England Hard Court Championships 1977 Southport, Gran Bretagna Terra rossa Singolare - Doppio   | Anthea Cooper 6-4 3-6 6-2                                     | Debbie Jevans                                          |               |                     |
| 11 aprile | North of England Hard Court Championships 1977 Southport, Gran Bretagna Terra rossa Singolare - Doppio   |                                                               |                                                        |               |                     |
| 12 aprile | Tally Ho! 1977 Birmingham, Gran Bretagna Terra rossa Singolare - Doppio                                  | S. Preece 6-1 6-3                                             | S. Matthews                                            |               |                     |
| 12 aprile | Tally Ho! 1977 Birmingham, Gran Bretagna Terra rossa Singolare - Doppio                                  |                                                               |                                                        |               |                     |
| 16 aprile | L'Eggs Four Woman 1977 (4 Woman L'EGGS Series) Tucson, USA Sintetico indoor Singolare                    | Chris Evert 6-3 7-6 (5-2)                                     | Martina Navrátilová                                    |               |                     |
| 16 aprile | Cumberland Hard Court Championships 1977 Hampstead, Gran Bretagna Terra rossa Singolare - Doppio         | Linda Mottram 6-2 5-7 6-4                                     | Jackie Fayter-Hough                                    |               |                     |
| 16 aprile | Cumberland Hard Court Championships 1977 Hampstead, Gran Bretagna Terra rossa Singolare - Doppio         | Jo Durie Anne Hobbs 3-6 7-5 6-3                               | Jackie Fayter-Hough Lesley Charles                     |               |                     |
| 17 aprile | Murcia Open 1977 Murcia, Spagna Terra rossa Singolare - Doppio                                           | Susana Villaverde 7-5 6-1                                     | M. Catilda                                             |               |                     |
| 17 aprile | Murcia Open 1977 Murcia, Spagna Terra rossa Singolare - Doppio                                           |                                                               |                                                        |               |                     |
| 17 aprile | River Plate Championships 1977 Buenos Aires, Argentina Terra rossa Singolare - Doppio                    | Renée Richards 4-6 6-2 6-2                                    | Ivanna Madruga-Osses                                   |               |                     |
| 17 aprile | River Plate Championships 1977 Buenos Aires, Argentina Terra rossa Singolare - Doppio                    |                                                               |                                                        |               |                     |
| 23 aprile | Norwich Tournament 1977 Norwich, Gran Bretagna Singolare - Doppio                                        | Lesley Charles 7-6 6-4                                        | Corinne Molesworth                                     |               |                     |
| 23 aprile | Norwich Tournament 1977 Norwich, Gran Bretagna Singolare - Doppio                                        | Lesley Charles Sue Mappin 6-1 6-3                             | Jo Durie Anne Hobbs                                    |               |                     |
| 24 aprile | Port Washington Lionel Cup 1977 Port Washington, USA Campo indoor Singolare - Doppio                     | Billie Jean King 6-1 6-1                                      | Caroline Stoll                                         |               |                     |
| 24 aprile | Port Washington Lionel Cup 1977 Port Washington, USA Campo indoor Singolare - Doppio                     | Billie Jean King Renée Richards 6-3 6-0                       | Patricia Bostrom Jane Stratton                         |               |                     |
| 30 aprile | Paddington Hard Court Championships 1977 Pernod Paddington, Gran Bretagna Terra rossa Singolare - Doppio | Linda Mottram 4-6 7-5 6-3                                     | Sue Saliba                                             |               |                     |
| 30 aprile | Paddington Hard Court Championships 1977 Pernod Paddington, Gran Bretagna Terra rossa Singolare - Doppio | Doppio non terminato                                          |                                                        |               |                     |

## Maggio
| Settimana | Torneo                                                                                       | Vincitore                              | Finalista                      | Semifinalisti | Eliminati ai quarti |
| --------- | -------------------------------------------------------------------------------------------- | -------------------------------------- | ------------------------------ | ------------- | ------------------- |
| 7 maggio  | Sutton Hard Court Championships 1977 Sutton, Gran Bretagna Terra rossa Singolare - Doppio    | Jackie Fayter-Hough 4-6 6-2 6-3        | Sue Mappin                     |               |                     |
| 7 maggio  | Sutton Hard Court Championships 1977 Sutton, Gran Bretagna Terra rossa Singolare - Doppio    | Doppio cancellato                      |                                |               |                     |
| 15 maggio | Surrey Hard Court Championships 1977 Guildford, Gran Bretagna Terra rossa Singolare - Doppio | Sue Saliba 6-4 6-2                     | Sue Mappin                     |               |                     |
| 15 maggio | Surrey Hard Court Championships 1977 Guildford, Gran Bretagna Terra rossa Singolare - Doppio | Sue Mappin Lesley Charles 6-7 6-1 6-2  | Jo Durie Anne Hobbs            |               |                     |
| 15 maggio | Surrey Hard Court Championships 1977 Guildford, Gran Bretagna Terra rossa Singolare - Doppio | Doppio misto:Torneo non terminato      |                                |               |                     |
| 21 maggio | Torneo di Lee-on-Solent 1977 Lee-on-the-Solent, Gran Bretagna Singolare - Doppio             | Judy Connor Chaloner 7-6 6-7 6-3       | Sue Saliba                     |               |                     |
| 21 maggio | Torneo di Lee-on-Solent 1977 Lee-on-the-Solent, Gran Bretagna Singolare - Doppio             | Judy Connor Chaloner Annette Coe       | Cathy Drury C Harrison         |               |                     |
| 28 maggio | West of Scotland Championships 1977 Glasgow, Gran Bretagna Singolare - Doppio                | Ann Haydon Jones 6-2 6-2               | Helena Anliot                  |               |                     |
| 28 maggio | West of Scotland Championships 1977 Glasgow, Gran Bretagna Singolare - Doppio                | Jo Durie C. Harrison 6-1 4-6 6-2       | Ann Haydon Jones Helena Anliot |               |                     |
| 28 maggio | Surrey Grass Court Championships 1977 Surbiton, Gran Bretagna Erba Singolare - Doppio        | Winnie Shaw 6-3 7-6                    | Gwen Sammel                    |               |                     |
| 28 maggio | Surrey Grass Court Championships 1977 Surbiton, Gran Bretagna Erba Singolare - Doppio        | Nerida Gregory Kaye Hallam 1-6 6-4 7-5 | Sue Saliba Mary Sawyer         |               |                     |
| 30 maggio | Blue and Gray Championships 1977 Montgomery, USA Singolare - Doppio                          | Kate Latham 7-6 6-2                    | Kathy Kuykendall               |               |                     |
| 30 maggio | Blue and Gray Championships 1977 Montgomery, USA Singolare - Doppio                          |                                        |                                |               |                     |

## Giugno
| Settimana | Torneo                                                                                                | Vincitore                                   | Finalista                        | Semifinalisti | Eliminati ai quarti |
| --------- | --- | ------------------------------------------- | -------------------------------- | ------------- | ------------------- |
| 4 giugno  | Greater Manchester Tournament 1977 Didsbury, Gran Bretagna Erba Singolare - Doppio                    | Judy Connor Chaloner 6-2 6-3                | Brenda Perry                     |               |                     |
| 4 giugno  | Greater Manchester Tournament 1977 Didsbury, Gran Bretagna Erba Singolare - Doppio                    | Judy Connor Chaloner Annette Coe 7-6 7-5    | Kym Ruddell Belinda Thompson     |               |                     |
| 4 giugno  | Kent Championships 1977 Beckenham, Gran Bretagna Erba Singolare - Doppio                              | Yvonne Vermaak 6-4 5-7 6-1                  | Michelle Tyler                   |               |                     |
| 4 giugno  | Kent Championships 1977 Beckenham, Gran Bretagna Erba Singolare - Doppio                              | Jane Stratton Mimi Wikstedt 9-7, 6-4        | Bunny Bruning Sharon Walsh       |               |                     |
| 4 giugno  | Kent Championships 1977 Beckenham, Gran Bretagna Erba Singolare - Doppio                              | Doppio misto: Nina Bohm Jan Norback 7-5 6-2 | Margareta Forsgardh Ulf Eriksson |               |                     |
| 11 giugno | Torneo di Chichester 1977 (Rose's Lime Juice Int'l) Chichester, Gran Bretagna Erba Singolare - Doppio | Marise Kruger 6-2 6-2                       | Bunny Bruning                    |               |                     |
| 11 giugno | Torneo di Chichester 1977 (Rose's Lime Juice Int'l) Chichester, Gran Bretagna Erba Singolare - Doppio | Marise Kruger Elizabeth Vlotman 6-2, 6-1    | Corinne Molesworth Naoko Satō    |               |                     |
| 11 giugno | Merseyside Tournament 1977 Merseyside, Gran Bretagna Singolare - Doppio                               | Chris O'Neil 6-4 6-3                        | L. Whitfield                     |               |                     |
| 11 giugno | Merseyside Tournament 1977 Merseyside, Gran Bretagna Singolare - Doppio                               |                                             |                                  |               |                     |
| 13 giugno | Central Northern Championships 1977 Tamworth, Australia Singolare - Doppio                            | Joan Gibson 6-1 4-6 6-4                     | Gai Healey                       |               |                     |
| 13 giugno | Central Northern Championships 1977 Tamworth, Australia Singolare - Doppio                            |                                             |                                  |               |                     |
| 18 giugno | Midland Counties Championships 1977 Edgbaston, Gran Bretagna Erba Singolare - Doppio                  | Ann Haydon Jones 6-4 6-4                    | Corinne Molesworth               |               |                     |
| 18 giugno | Midland Counties Championships 1977 Edgbaston, Gran Bretagna Erba Singolare - Doppio                  |                                             |                                  |               |                     |
| 19 giugno | Edinburgh Cup 1977 (Scottish Championships) Edimburgo, Gran Bretagna Erba Singolare - Doppio          | Martina Navrátilová 2-6 9-8 7-5             | Kristien Shaw-Kemmer             |               |                     |
| 19 giugno | Edinburgh Cup 1977 (Scottish Championships) Edimburgo, Gran Bretagna Erba Singolare - Doppio          | Julie Anthony Betsy Nagelsen 6–1, 3–6, 6–1  | Carrie Meyer Renáta Tomanová     |               |                     |
| 25 giugno | Edinburgh Championships 1977 Craiglockhart, Gran Bretagna Erba Singolare - Doppio                     | Judy Erskine 6-2 7-6                        | Ruth Pullar-Lothian              |               |                     |
| 25 giugno | Edinburgh Championships 1977 Craiglockhart, Gran Bretagna Erba Singolare - Doppio                     |                                             |                                  |               |                     |

## Luglio
| Settimana | Torneo | Vincitore                                               | Finalista                          | Semifinalisti | Eliminati ai quarti |
| --------- | --- | ------------------------------------------------------- | ---------------------------------- | ------------- | ------------------- |
| luglio    | Soviet Championships 1977 , Unione Sovietica Singolare - Doppio                                            | Natalia Borodina 4-6 6-4 6-4                            | Evgenia Biryukova                  |               |                     |
| luglio    | Soviet Championships 1977 , Unione Sovietica Singolare - Doppio                                            | Marina Krošina Ol'ga Morozova 2-6 6-0 6-4               | Natalia Borodina E. Emets          |               |                     |
| luglio    | Soviet Championships 1977 , Unione Sovietica Singolare - Doppio                                            | Doppio misto: Evgenia Biryukova Ramiz Akhmerov walkover | Ol'ga Morozova Alex Metreveli      |               |                     |
| 1º luglio | Wimbledon Plate 1977 Wimbledon, Gran Bretagna Erba Singolare - Doppio                                      | Yvonne Vermaak 6-2 7-5                                  | Sue Mappin                         |               |                     |
| 1º luglio | Wimbledon Plate 1977 Wimbledon, Gran Bretagna Erba Singolare - Doppio                                      |                                                         |                                    |               |                     |
| 3 luglio  | Southern Championships 1977 Raleigh, USA Singolare - Doppio                                                | Nancy Richey 6-1 6-2                                    | Kate Latham                        |               |                     |
| 3 luglio  | Southern Championships 1977 Raleigh, USA Singolare - Doppio                                                | Diane Desfor Gretchen Galt 6-2 6-3                      | Paula Smith Kate Latham            |               |                     |
| 3 luglio  | Torneo di Travemünde 1977 Travemünde, Germania Terra rossa Singolare - Doppio                              | Katja Ebbinghaus 7-5 6-3                                | Helena Anliot                      |               |                     |
| 3 luglio  | Torneo di Travemünde 1977 Travemünde, Germania Terra rossa Singolare - Doppio                              | Katja Ebbinghaus Dagmar Hellwegen 6-4 6-3               | Helena Anliot Morton               |               |                     |
| 9 luglio  | Irish Open 1977 Dublino, Irlanda Cemento Singolare - Doppio                                                | Mary Sawyer 2-6 6-3 6-1                                 | Maria Ester Bueno                  |               |                     |
| 9 luglio  | Irish Open 1977 Dublino, Irlanda Cemento Singolare - Doppio                                                | Lesley Charles Tanya Harford 7-5 8-6                    | Sue Saliba Mary Sawyer             |               |                     |
| 9 luglio  | Irish Open 1977 Dublino, Irlanda Cemento Singolare - Doppio                                                | Doppio misto: Lesley Charles David Lloyd 6-4 6-3        | Tanya Harford Sean Sorensen        |               |                     |
| 9 luglio  | East of England Championships 1977 Felixstowe, Gran Bretagna Erba Singolare - Doppio                       | Linda Geeves 6-2 6-4                                    | Jill Cottrell                      |               |                     |
| 9 luglio  | East of England Championships 1977 Felixstowe, Gran Bretagna Erba Singolare - Doppio                       | Debra Parker Deborah Stewart 6-4 6-3                    | Jill Cottrell J. Willson           |               |                     |
| 9 luglio  | East of England Championships 1977 Felixstowe, Gran Bretagna Erba Singolare - Doppio                       | Doppio misto: Julia Lloyd William Davies 6-4 6-4        | Debra Parker M. Parfitt            |               |                     |
| 9 luglio  | Torneo di Sunderland 1977 Sunderland, Gran Bretagna Erba Singolare - Doppio                                | Mrs P. Clark 6-0, 6-4                                   | Mrs J. Lilley                      |               |                     |
| 9 luglio  | Torneo di Sunderland 1977 Sunderland, Gran Bretagna Erba Singolare - Doppio                                |                                                         |                                    |               |                     |
| 10 luglio | Torneo di Woodlake 1977 Woodlake, USA Singolare - Doppio                                                   | Diane Desfor 6-4 6-4                                    | Jeanne DuVall                      |               |                     |
| 10 luglio | Torneo di Woodlake 1977 Woodlake, USA Singolare - Doppio                                                   |                                                         |                                    |               |                     |
| 10 luglio | Swedish Open 1977 Båstad, Svezia Terra rossa Singolare - Doppio                                            | Florența Mihai 6-4 6-4                                  | Mary Struthers                     |               |                     |
| 10 luglio | Swedish Open 1977 Båstad, Svezia Terra rossa Singolare - Doppio                                            | Cyntia Doerner-Seiler Raquel Giscafré 6-2 7-5           | Helena Anliot Florența Mihai       |               |                     |
| 10 luglio | WTA Swiss Open 1977 Gstaad, Svizzera Terra rossa Singolare - Doppio                                        | Lesley Hunt 4-6 7-5 6-1                                 | Helen Gourlay-Cawley               |               |                     |
| 10 luglio | WTA Swiss Open 1977 Gstaad, Svizzera Terra rossa Singolare - Doppio                                        | Helen Gourlay-Cawley Rayni Fox 6–0, 6–4                 | Mary Carillo Lesley Hunt           |               |                     |
| 16 luglio | Essex Championships 1977 Frinton, Gran Bretagna Erba Singolare - Doppio                                    | Ann Haydon Jones 6-3 7-5                                | Debra Parker                       |               |                     |
| 16 luglio | Essex Championships 1977 Frinton, Gran Bretagna Erba Singolare - Doppio                                    | Debra Parker Deborah Stewart 6-2 6-1                    | Jill Cottrell J. Wilson            |               |                     |
| 17 luglio | WTA Austrian Open 1977 Kitzbühel, Austria Terra rossa Singolare - Doppio                                   | Renáta Tomanová 6-3 7-5                                 | Katja Burgemeister Ebbinghaus      |               |                     |
| 17 luglio | WTA Austrian Open 1977 Kitzbühel, Austria Terra rossa Singolare - Doppio                                   | Helen Gourlay-Cawley Rayni Fox 6–1, 6–4                 | Lesley Charles Jackie Fayter-Hough |               |                     |
| 17 luglio | Mid-Western Journal Open 1977 Sioux City, USA Singolare - Doppio                                           | Sue Stap 6-3 7-5                                        | Jean Nachand                       |               |                     |
| 17 luglio | Mid-Western Journal Open 1977 Sioux City, USA Singolare - Doppio                                           | Boyle Jean Nachand 7-5 6-2                              | Diane Desfor Christenson           |               |                     |
| 24 luglio | Mid-America Open 1977 Saint Joseph, USA Singolare - Doppio                                                 | Sally Greer 6-3 4-6 7-5                                 | Diane Desfor                       |               |                     |
| 24 luglio | Mid-America Open 1977 Saint Joseph, USA Singolare - Doppio                                                 | Diane Desfor Gretchen Galt 6-2 7-5                      | Sue Stap Nancy Yeargin             |               |                     |
| 30 luglio | Torneo di Alverstoke 1977 Alverstoke, Gran Bretagna Erba Singolare - Doppio                                | B. Norman 7-5 5-7 6-4                                   | M. Bevan                           |               |                     |
| 30 luglio | Torneo di Alverstoke 1977 Alverstoke, Gran Bretagna Erba Singolare - Doppio                                |                                                         |                                    |               |                     |
| 30 luglio | Torneo di Tunbridge Wells 1977 Tunbridge Wells, Gran Bretagna Erba Singolare - Doppio                      | Debra Parker 6-2 6-4                                    | S. Turbeville                      |               |                     |
| 30 luglio | Torneo di Tunbridge Wells 1977 Tunbridge Wells, Gran Bretagna Erba Singolare - Doppio                      |                                                         |                                    |               |                     |
| 31 luglio | Northumberland Championships 1977 Newcastle, Gran Bretagna Erba Singolare - Doppio                         | Winnie Shaw 3-6 6-4 6-1                                 | Corinne Molesworth                 |               |                     |
| 31 luglio | Northumberland Championships 1977 Newcastle, Gran Bretagna Erba Singolare - Doppio                         | Ann Jones Winnie Shaw 3-6 6-2 6-1                       | Lesley Charles Corinne Molesworth  |               |                     |
| 31 luglio | Northumberland Championships 1977 Newcastle, Gran Bretagna Erba Singolare - Doppio                         | Doppio misto: Lesley Charles David Lloyd 6-3 6-2        | Winnie Shaw John Lloyd             |               |                     |
| 31 luglio | Glenwood Manor Missouri Masters Championships 1977 Kansas City, USA Singolare - Doppio                     | Lea Antonoplis 6-3 6-2                                  | Sheila McInerney                   |               |                     |
| 31 luglio | Glenwood Manor Missouri Masters Championships 1977 Kansas City, USA Singolare - Doppio                     | Barbara Jordan Morrison 6-2 4-6 6-3                     | Barbara Hallquist Sheila McInerney |               |                     |
| 31 luglio | Czechoslovakian International Championships 1977 Bratislava, Cecoslovacchia Terra rossa Singolare - Doppio | Regina Maršíková 6-7 6-2 8-6                            | Renáta Tomanová                    |               |                     |
| 31 luglio | Czechoslovakian International Championships 1977 Bratislava, Cecoslovacchia Terra rossa Singolare - Doppio |                                                         |                                    |               |                     |

## Agosto
| Settimana | Torneo                                                                        | Vincitore                             | Finalista                 | Semifinalisti | Eliminati ai quarti |
| --------- | ----------------------------------------------------------------------------- | ------------------------------------- | ------------------------- | ------------- | ------------------- |
| agosto    | Fort Wayne Classic 1977 Fort Wayne, USA Singolare - Doppio                    | Sally Greer 4-6 6-1 6-0               | Donna Ganz                |               |                     |
| agosto    | Fort Wayne Classic 1977 Fort Wayne, USA Singolare - Doppio                    |                                       |                           |               |                     |
| agosto    | WTA New Jersey 1977 Orange, USA Singolare - Doppio                            | Lindsey Beaven 1-6 7-6 6-1            | Renée Richards            |               |                     |
| agosto    | WTA New Jersey 1977 Orange, USA Singolare - Doppio                            |                                       |                           |               |                     |
| agosto    | Tennis alle IX Universiade Sofia, Bulgaria Terra rossa Singolare - Doppio     | Marina Krošina 6-3 4-6 8-6            | Renáta Tomanová           |               |                     |
| agosto    | Tennis alle IX Universiade Sofia, Bulgaria Terra rossa Singolare - Doppio     |                                       |                           |               |                     |
| 4 agosto  | Torneo di Bath 1977 Bath, Gran Bretagna Erba Singolare - Doppio               | S. Mitchell V. Veale titolo condiviso |                           |               |                     |
| 4 agosto  | Torneo di Bath 1977 Bath, Gran Bretagna Erba Singolare - Doppio               |                                       |                           |               |                     |
| 6 agosto  | Torneo di Bournemouth 1977 Bournemouth, Gran Bretagna Erba Singolare - Doppio | L. Hobley 6-3 6-1                     | Judy Erskine              |               |                     |
| 6 agosto  | Torneo di Bournemouth 1977 Bournemouth, Gran Bretagna Erba Singolare - Doppio |                                       |                           |               |                     |
| 6 agosto  | Torneo di Framlingham 1977 Framlingham, Gran Bretagna Erba Singolare - Doppio | Jo Sheridan 3-6 6-1 6-1               | Mrs L. Fulcher            |               |                     |
| 6 agosto  | Torneo di Framlingham 1977 Framlingham, Gran Bretagna Erba Singolare - Doppio |                                       |                           |               |                     |
| 6 agosto  | Torneo di Ilkley 1977 Ilkley, Gran Bretagna Erba Singolare - Doppio           | Linda Geeves 6-3 6-2                  | G. Cooper                 |               |                     |
| 6 agosto  | Torneo di Ilkley 1977 Ilkley, Gran Bretagna Erba Singolare - Doppio           |                                       |                           |               |                     |
| 13 agosto | Torneo di Cromer 1977 Cromer, Gran Bretagna Singolare - Doppio                | J. Boothman 6-3 9-8                   | S. Matthews]              |               |                     |
| 13 agosto | Torneo di Cromer 1977 Cromer, Gran Bretagna Singolare - Doppio                |                                       |                           |               |                     |
| 14 agosto | Stuttgart Tournament 1977 Stoccarda, Germania Terra rossa Singolare - Doppio  | Helga Niessen Masthoff 6-2 7-6        | Ameli Ring                |               |                     |
| 14 agosto | Stuttgart Tournament 1977 Stoccarda, Germania Terra rossa Singolare - Doppio  | Irene Schultz Edith Winkens 6-4 6-1   | Helga Masthoff Ameli Ring |               |                     |
| 20 agosto | Torneo di Winchester 1977 Winchester, Gran Bretagna Erba Singolare - Doppio   | Donna Rubin 6-4 6-3                   | Debra Parker              |               |                     |
| 20 agosto | Torneo di Winchester 1977 Winchester, Gran Bretagna Erba Singolare - Doppio   |                                       |                           |               |                     |

## Settembre
| Settimana    | Torneo                                                                                 | Vincitore                                                 | Finalista                                | Semifinalisti | Eliminati ai quarti |
| ------------ | -------------------------------------------------------------------------------------- | --------------------------------------------------------- | ---------------------------------------- | ------------- | ------------------- |
| 4 settembre  | Sydney Metropolitan Hard Court Championships 1977 Sydney, Australia Singolare - Doppio | Kaye Hallam 6-4 6-1                                       | F. Sargeant                              |               |                     |
| 4 settembre  | Sydney Metropolitan Hard Court Championships 1977 Sydney, Australia Singolare - Doppio |                                                           |                                          |               |                     |
| 17 settembre | Highland Championships 1977 Pitlochry, Gran Bretagna Singolare - Doppio                | Jill Cottrell 1-6 6-1 6-2                                 | Marjorie Love                            |               |                     |
| 17 settembre | Highland Championships 1977 Pitlochry, Gran Bretagna Singolare - Doppio                |                                                           |                                          |               |                     |
| 25 settembre | Hilton Head Classic 1977 Hilton Head, USA Terra rossa Singolare - Doppio               | Virginia Wade 6-4 6-7 6-3                                 | Evonne Goolagong Cawley                  |               |                     |
| 25 settembre | Hilton Head Classic 1977 Hilton Head, USA Terra rossa Singolare - Doppio               | Evonne Goolagong Cawley Kerry Melville Reid 6-2, 3-6, 6-4 | Dianne Fromholtz Balestrat Virginia Wade |               |                     |
| 25 settembre | Hilton Head Classic 1977 Hilton Head, USA Terra rossa Singolare - Doppio               | Doppio misto: Virginia Wade Vitas Gerulaitis 6-7 6-3 7-6  | Kerry Melville Reid Roscoe Tanner        |               |                     |
| 25 settembre | WTA Pro Championships 1977 Pensacola, USA Singolare - Doppio                           | Renée Richards 6-4 6-1                                    | Caroline Stoll                           |               |                     |
| 25 settembre | WTA Pro Championships 1977 Pensacola, USA Singolare - Doppio                           | Renée Richards Paula Smith 6-2 6-2                        | Glynis Coles-Bond Lesley Charles         |               |                     |

## Ottobre
| Settimana  | Torneo                                                                       | Vincitore                         | Finalista            | Semifinalisti | Eliminati ai quarti |
| ---------- | ---------------------------------------------------------------------------- | --------------------------------- | -------------------- | ------------- | ------------------- |
| 3 ottobre  | Eastern Suburb Open 1977 Sydney, Australia Singolare - Doppio                | Amanda Tobin-Dingwall 6-4 3-6 6-0 | Kaye Hallam          |               |                     |
| 3 ottobre  | Eastern Suburb Open 1977 Sydney, Australia Singolare - Doppio                |                                   |                      |               |                     |
| 10 ottobre | WTA Argentine Open 1977 Buenos Aires, Argentina Singolare - Doppio           | Pat Medrado 6-1 3-6 6-4           | Ivanna Madruga-Osses |               |                     |
| 10 ottobre | WTA Argentine Open 1977 Buenos Aires, Argentina Singolare - Doppio           |                                   |                      |               |                     |
| 16 ottobre | Madrid Trofeo Gillette 1977 Madrid, Spagna Singolare - Doppio                | Regina Maršíková 6-4 7-5          | Mariana Simionescu   |               |                     |
| 16 ottobre | Madrid Trofeo Gillette 1977 Madrid, Spagna Singolare - Doppio                |                                   |                      |               |                     |
| 23 ottobre | Barcelona Ladies Open 1977 Barcellona, Spagna Terra rossa Singolare - Doppio | Regina Maršíková 6-3 6-4          | Mariana Simionescu   |               |                     |
| 23 ottobre | Barcelona Ladies Open 1977 Barcellona, Spagna Terra rossa Singolare - Doppio |                                   |                      |               |                     |
| 30 ottobre | South Coast Championships 1977 Southport, Australia Singolare - Doppio       | Peta Kelly walkover               | K. Stewart           |               |                     |
| 30 ottobre | South Coast Championships 1977 Southport, Australia Singolare - Doppio       |                                   |                      |               |                     |

## Novembre
| Settimana   | Torneo                                                                                           | Vincitore                                                     | Finalista                    | Semifinalisti | Eliminati ai quarti |
| ----------- | ------------------------------------------------------------------------------------------------ | ------------------------------------------------------------- | ---------------------------- | ------------- | ------------------- |
| novembre    | Border Championships 1977 East London, Sudafrica Singolare - Doppio                              | Elizabeth Vlotman 7-5 6-2                                     | Alison McMillan              |               |                     |
| novembre    | Border Championships 1977 East London, Sudafrica Singolare - Doppio                              |                                                               |                              |               |                     |
| novembre    | Natal Open 1977 Durban, Sudafrica Singolare - Doppio                                             | Elizabeth Vlotman 6-3 6-2                                     | Alison McMillan              |               |                     |
| novembre    | Natal Open 1977 Durban, Sudafrica Singolare - Doppio                                             |                                                               |                              |               |                     |
| 6 novembre  | Australian Hard Court Championships 1977 Brighton East, Australia Terra rossa Singolare - Doppio | Sue Saliba 2-6 7-6 6-2                                        | Pam Whytcross                |               |                     |
| 6 novembre  | Australian Hard Court Championships 1977 Brighton East, Australia Terra rossa Singolare - Doppio |                                                               |                              |               |                     |
| 7 novembre  | River Plate Championships 1977 Buenos Aires, Argentina Terra rossa Singolare - Doppio            | Renée Richards                                                | Ivanna Madruga               |               |                     |
| 7 novembre  | River Plate Championships 1977 Buenos Aires, Argentina Terra rossa Singolare - Doppio            |                                                               |                              |               |                     |
| 11 novembre | Queensland Open 1977 Brisbane, Australia Erba Singolare - Doppio                                 | Regina Maršíková 6-1 3-6 6-4                                  | Helena Anliot                |               |                     |
| 11 novembre | Queensland Open 1977 Brisbane, Australia Erba Singolare - Doppio                                 | Regina Maršíková Helena Anliot 6-3 3-1 (Finale non terminata) | Nerida Gregory Naoko Satō    |               |                     |
| 13 novembre | South Queensland Championships 1977 Ipswich, Australia Singolare - Doppio                        | Robyn Knobel 6-0 7-6                                          | Paula Kelly                  |               |                     |
| 13 novembre | South Queensland Championships 1977 Ipswich, Australia Singolare - Doppio                        |                                                               |                              |               |                     |
| 19 novembre | Queensland Hard Court Championships 1977 Bundaberg, Australia Terra rossa Singolare - Doppio     | Patricia Coleman-Gregg 6-1 6-2                                | Jenny Dimond-Gardiner        |               |                     |
| 19 novembre | Queensland Hard Court Championships 1977 Bundaberg, Australia Terra rossa Singolare - Doppio     |                                                               |                              |               |                     |
| 27 novembre | Borden Classic 1977 (Gunze Classic) Tokyo, Giappone Singolare                                    | Billie Jean King 7-5 5-7 6-1                                  | Martina Navrátilová          |               |                     |
| 27 novembre | Borden Classic 1977 (Gunze Classic) Tokyo, Giappone Singolare                                    |                                                               |                              |               |                     |
| 27 novembre | Borden Classic 1977 (Gunze Classic) Tokyo, Giappone Singolare                                    | Doppio misto: Billie Jean King Manuel Orantes 6-4 6-4         | Kristien Shaw Cliff Drysdale |               |                     |

## Dicembre
| Settimana | Torneo                                                                            | Vincitore                 | Finalista       | Semifinalisti | Eliminati ai quarti |
| --------- | --------------------------------------------------------------------------------- | ------------------------- | --------------- | ------------- | ------------------- |
| dicembre  | Eastern Province Championships 1977 Port Elizabeth, Sudafrica Singolare - Doppio  | Anne Hobbs 6-1 2-6 6-3    | Annette Van Zyl |               |                     |
| dicembre  | Eastern Province Championships 1977 Port Elizabeth, Sudafrica Singolare - Doppio  |                           |                 |               |                     |
| dicembre  | OFS Championships 1977 Bloemfontein, Sudafrica Singolare - Doppio                 | Elizabeth Vlotman 6-3 6-0 | Beillan         |               |                     |
| dicembre  | OFS Championships 1977 Bloemfontein, Sudafrica Singolare - Doppio                 |                           |                 |               |                     |
| dicembre  | Sydney Manly Seaside Championships 1977 Sydney, Australia Erba Singolare - Doppio | Jenny Walker 6-4 1-6 6-3  | Diane Eastburn  |               |                     |
| dicembre  | Sydney Manly Seaside Championships 1977 Sydney, Australia Erba Singolare - Doppio |                           |                 |               |                     |
| dicembre  | Western Province Championships 1977 Città del Capo, Sudafrica Singolare - Doppio  | Linky Boshoff 6-2 6-0     | Annette Van Zyl |               |                     |
| dicembre  | Western Province Championships 1977 Città del Capo, Sudafrica Singolare - Doppio  |                           |                 |               |                     |

## Senza data
| Settimana | Torneo                                                    | Vincitore               | Finalista      | Semifinalisti | Eliminati ai quarti |
| --------- | --------------------------------------------------------- | ----------------------- | -------------- | ------------- | ------------------- |
|           | Detroit WTA Franklin 1977 Detroit, USA Singolare - Doppio | Barbara Jordan 6-3 (fs) | Michèle Gurdal |               |                     |
|           | Detroit WTA Franklin 1977 Detroit, USA Singolare - Doppio |                         |                |               |                     |